# 王才人 (唐武宗)
王才人（9世纪—846年），邯郸人，唐武宗李瀍的贵妃。武宗死后，王才人自杀。追赠为贤妃。

## 生平
王氏生年没有记载。在十三岁的时候，王氏因善歌舞，得入宫中。唐穆宗（820年—824年在位），将她赐给颍王李瀍。王氏性情机智。开成末年（840年），颍王得以得到帝位，王氏暗中为颍王策划，所以进号为才人，逐渐得宠。她身材纤颀，很像唐武宗。唐武宗每次在苑中游猎，王才人必然跟从，着袍而骑，校服光侈，略同武宗皇帝的形象。皇帝和才人相驰出入，观者不知道谁是皇帝。武宗欲立王才人为皇后，宰相李德裕说：“才人无子，家族又不显贵，恐怕使天下议论。”武宗放弃了计划。
唐武宗谧惑於方士的邪说，欲服用长生药，因而患病。王才人经常对亲近的人说：“陛下天天炼丹，说我要长生不死。现在皮肤枯槁，我私下非常忧虑。”不久武宗病重，王才人侍左右。武宗看着她说：“我气息奄奄，情虑耗尽，要与你诀别。”王才人回答：“陛下大福未尽，怎么说如此不祥的话呢？”唐武宗问：“真如我言，如何？”王才人回答：“陛下万岁后，妾得以殉葬。”武宗不再说。武宗病危，王才人取出所积蓄的财物分送给宫人，看到皇帝驾崩，在幄下自尽。当时嫔妃虽常妒才人专宠，但都感动她的义节。唐宣宗即位，表彰其节，赠为贤妃，葬在端陵之柏城。

## 轶闻
《唐阙史》记载：唐文宗于十六宅西别建安王李溶、颍王李瀍院，数次驾幸，纵酒如家人礼。文宗驾崩时，太子李成美年幼且有病不堪担当军国大事。神策军中尉仇士良认为安王是文宗亲弟，贤能且年长，于是发动左、右神策军及飞龙、羽林、骁骑数千人去藩邸奉迎安王。宦官遥呼：“迎大者！迎大者！”数四，因为安王是兄长，所以“大者”指的就是他。等兵仗到了二王宅，兵士们互相说：“奉命迎大者，不知安、颍孰为大者？”王氏偷偷听到了，就拥髻褰裙走出，说：“大者就是颍王。大家（指皇帝）的左右因为颍王魁梧颀长，都呼为大王，且与中尉有死生之契，你们如果弄错了，必遭灭族啊！”当时安王心里认为自己按次序应该得立，心生疑虑且懦弱，害怕，没敢出来。颍王神气抑扬，隐于屏间，王夫人从屏后拥他出来。众人惑于其语，于是扶上马，以兵甲簇拥到少阳院。宦官们知道已经迎错人了，无人敢出言，于是罗拜马前，连呼万岁。不久矫诏，以颍王瀍为皇太弟，权句当军国事。《新唐书·王贤妃传》也称王贤妃当初秘密帮助颍王登基，故在颍王登基为武宗后进号才人。
司马光《资治通鉴考异》认为《新唐书·王贤妃传》此记载是取材于《唐阙史》，认为“按立嗣大事，岂容缪误！”故依据文宗、武宗实录，而没有参考《唐阙史》。
李德裕《文武两朝献替记》称武宗生前，王氏已经封妃并有专房之宠，因娇妒忤旨被武宗所杀，众人因此认为武宗喜怒无常。沈括《梦溪笔谈》认为李德裕所言不会错，并引《张祜集》所收《孟才人叹》所载孟才人殉武宗事，认为《新唐书·王贤妃传》记载的王才人殉武宗事是孟才人事张冠李戴。
宦官孟秀荣墓志《唐故振武麟胜等州监军使给事郎行内侍省内仆局丞员外置同正员上柱国赐绯鱼袋武威郡孟公府君墓志铭并序》载：（会昌）五年（845年）九月七日，为王妃连累，贬在东都恭陵，已夺朱绂。

## 後世影視作品
香港電視劇宫心計：王貴妃　由　葉翠翠飾演
中國電視劇與君歌:王若泠  由張予曦飾演

## 延伸阅读
[在维基数据编辑]
 《舊唐書/卷52》，出自刘昫《舊唐書》
 《新唐書/卷077》，出自《新唐書》